# Nidec
Nidec Corporation est un fabricant japonais de moteurs électriques basé à Kyoto qui fait partie de l'indice TOPIX 100.

## Historique
La société Nidec a été constituée en 1973 sous le nom de Nihon Densan Kabushiki Kaisha pour fabriquer des petits moteurs de précision à courant alternatif. L'entreprise décide très vite de commercialiser ses produits aux États-Unis, puis en Asie et en Europe. L'entreprise élargit son activité aux moteurs sans balais à courant continu et aux ventilateurs. En 1979, Nidec entre sur le marché des moteurs pour les disques durs, ce sera son activité principale désormais. 
Avec le développement du marché du disque dur, l'activité de Nidec croît fortement au début des années 1980. Nidec propose ses moteurs pour des disques durs intégrés dans les ordinateurs personnels, qui commencent alors à être commercialisés par Apple et IBM. 
Nidec construit dans les années 1980 de nouvelles usines au Japon et à l'étranger : Thaïlande, Taïwan, Chine (Dalian). Mais Nidec commence également à racheter d'autres sociétés, avec l'activité ventilateurs de l'américain Torin Corp. Nidec entre en Bourse en 1988 sur l'Osaka Stock Exchange. En 1989, Nidec rachète son compatriote et concurrent Shinano Tokki Co. et devient le leader incontesté du marché des moteurs de disques durs. 
En 1994, Nidec lance les premiers moteurs de disque dur de nouvelle génération (moteurs FDB) et consolide son avance technologique. Nidec multiplie dans les années 1990 les acquisitions. Rien qu'en 1997, Nidec rachète Tosok Corp. (un fournisseur de Nissan Motor), Read Electronics Corp. (une filiale de Nippon Steel Corporation) et Kyori Kogyo Co. Avec ces acquisitions, Nidec élargit son activité, acquiert des savoir-faire et des technologies. 
En 1998, Nidec dépasse les 100 milliards de yens de chiffre d'affaires et entre au Tokyo Stock Exchange. En 2000, la société entre sur le marché des moteurs électriques de moyenne taille avec le rachat de 67 % de Y-E Drive Corporation auprès de Yasukawa Electric Corp. Ces moteurs sont utilisés pour les machines industrielles et les équipements domestiques. En 2001, Nidec entre au New York Stock Exchange. En 2010, Nidec rachète les activités moteurs de l'américain Emerson Electric Co. 
En 2013, Nidec a racheté la société italienne Ansaldo Sistemi Industriali.
En août 2016, Emerson annonce la vente de ses activités de fabrications de moteurs et de productions électriques à Nidec pour 1,2 milliard de dollars. Il s'agit des  sociétés Leroy-Somer et Control Techniques.
En décembre 2017, la filiale Leroy-Somer de Nidec conclut un accord avec Groupe PSA pour créer une coentreprise de moteurs électriques automobiles devant être produits à compter de 2022 dans l'usine PSA de Trémery
En avril 2018, Whirlpool annonce la vente de ses activités de compresseurs de marque Embraco à Nidec pour 1,08 milliard de dollars.
En décembre 2024, Nidec annonce lancer une offre d'acquisition de l'équivalent de 1,6 milliard de dollars sur Makino Milling Machine, une entreprise japonaise de machines-outils.

## Activité
L'activité de Nidec est répartie en 2011 en cinq divisions : 
- Small Precision Motors (46,7 %) : fabrication de petits moteurs électriques, utilisés en particulier dans les disques durs ; de moteurs sans balais à courant continu pour les lecteurs de DVD, les imprimantes, les scanners ; de ventilateurs à courant continu pour les ordinateurs, les consoles de jeux, les microprocesseurs, les serveurs
- General Motors (20,0 %) : fabrication de moteurs électriques de taille moyenne : moteurs électriques pour l'automobile (électronique-moteur, sièges électriques, vitres électriques, condamnation centralisée des portes...), pour les appareils domestiques (air conditionné, systèmes de purification d'air, machines à laver, réfrigérateurs...), pour les machines industrielles (machines-outils, pompes à chaleur, compresseurs...)
- Machinery (11,2 %) : robots de transfert pour la fabrication d'écrans LCD, de semi-conducteurs, lecteurs de cartes, réseaux électriques...
- Electronic and Optical Components (17,1 %) : obturateurs et lentilles optiques pour les téléphones mobiles et caméras numériques, actionneurs…
- Others (5,0 %) : fabrication d'axes de disques durs, de valves de contrôle pour l'automobile…

Nidec est l'un des principaux fabricants mondiaux de moteurs électriques et de composants ou d'équipements associés. La principale activité est la fabrication des moteurs électriques pour la rotation des disques durs (28,5 % de l'activité totale en 2011), où Nidec est le leader mondial. 
|                                   | 2009   | 2010   | 2011   | 2016   |
| --------------------------------- | ------ | ------ | ------ | ------ |
| Small Precision Motors            | 51,4 % | 56,4 % | 46,7 % | 36,5 % |
| dont Moteurs de Disques Durs      | 29,7 % | 34,8 % | 28,5 % | 15,9 % |
| General Motors                    | 12,6 % | 12,5 % | 20,0 % | 47,7 % |
| Machinery                         | 11,4 % | 8,2 %  | 11,2 % | 10,2 % |
| Electronic and Optical Components | 20,1 % | 18,0 % | 17,1 % | 5,3 %  |
| Others                            | 4,5 %  | 4,9 %  | 5,0 %  | 0,3 %  |

L'un des défis auxquels est confronté aujourd'hui Nidec est sa dépendance à un nombre restreint de clients dans sa principale activité. Le fabricant de disques durs Seagate Technology représente à lui seul 10 % du chiffre d'affaires de Nidec, et ses six premiers clients comptent pour 36 % de son chiffre d'affaires total en 2011. Nidec est donc vulnérable à une baisse des commandes d'un de ces clients (passage à la concurrence, difficultés financières), ou encore à une fusion entre ces clients qui accroîtrait la pression sur les prix de ses produits. 
Mais Nidec est également vulnérable à l'évolution rapide de la technologie qui rend ses produits rapidement obsolètes et qui impose de lourds investissements en R&D. Les prix des disques durs baissent, et la tendance actuelle consiste à remplacer les disques durs par des mémoires flash (SSD) plus performantes et dont les prix deviennent abordables. Nidec a dépensé 4,2 % de son chiffre d'affaires en R&D en 2010 (24,5 milliards de yens) et 4,1 % en 2011 (28 milliards de yens). 
Enfin, alors que les prix de vente de ses produits diminuent rapidement, Nidec doit faire face à l'augmentation du prix de ses matières premières (aluminium, terres rares) et des composants nécessaires à la fabrication de ses produits, toujours plus demandés dans les pays émergents (Chine). Les marges de Nidec sont donc finalement constamment sous pression. 
Nidec cherche aujourd'hui à élargir sa gamme de produits et à améliorer ses produits vers des moteurs toujours plus économes en énergie et plus écologiques. L'impératif pour Nidec est de maintenir constamment une avance technologique sur ses concurrents. 
En 2011, Nidec emploie 105 873 employés essentiellement hors du Japon (91,8 %). L'entreprise possède 158 sites dans 24 pays, exploités à travers deux filiales basées au Japon et aux Philippines. 
|                              | 2009   | 2010   | 2011    | 2016    |
| ---------------------------- | ------ | ------ | ------- | ------- |
| Japon                        | 8918   | 8758   | 8730    | 8728    |
| Asie et Océanie (hors Japon) | 66 143 | 84 870 | 88 218  | 75 763  |
| Amériques (Nord et Sud)      | 731    | 853    | 6954    | 11 297  |
| Europe                       | 782    | 2001   | 1970    | 11 274  |
| Total                        | 76 574 | 96 482 | 105 873 | 107 062 |

|                   | 2009   | 2010   | 2011   |
| ----------------- | ------ | ------ | ------ |
| Amérique du Nord  | 3,3 %  | 3,0 %  | 8,0 %  |
| Asie (hors Japon) | 58,3 % | 64,5 % | 57,3 % |
| Europe            | 6,1 %  | 6,3 %  | 7,6 %  |
| Japon             | 31,7 % | 25,8 % | 26,3 % |
| Autres            | 0,6 %  | 0,4 %  | 0,8 %  |

## Données financières
|                       | 2007    | 2008    | 2009    | 2010    | 2011    |
| --------------------- | ------- | ------- | ------- | ------- | ------- |
| Chiffre d'affaires    | 611.341 | 724.361 | 610.803 | 586.029 | 688.530 |
| Résultat opérationnel | 65.8    | 77.4    | 52.0    | 78.5    | 90.5    |
| Bénéfice net          | 39.9    | 41.2    | 28.4    | 52.0    | 52.3    |

## Principaux actionnaires
Au 2 octobre 2021:
| Shigenobu Nagamori (en)                         | 11,7% |
| Baillie Gifford                                 | 5,27% |
| Bank of Kyoto (en)                              | 4,16% |
| Nomura Asset Management                         | 2,82% |
| Sumitomo Mitsui Trust Asset Management          | 2,64% |
| Mitsubishi UFJ Financial Group                  | 2,49% |
| Capital Research & Management (World Investors) | 2,21% |
| Nippon Life Insurance                           | 2,21% |
| Meiji Yasuda Life Insurance                     | 2,15% |
| The Vanguard Group                              | 1,96% |